# Зюльзинське сільське поселення
Зюльзи́нське сільське поселення (рос. Зюльзинское сельское поселение) — сільське поселення у складі Нерчинського району Забайкальського краю Росії.
Адміністративний центр — село Зюльзя.

## Населення
Населення сільського поселення становить 1767 осіб (2019; 1936 у 2010, 2203 у 2002).

## Склад
До складу сільського поселення входять:
| Населений пункт | Населення, осіб (2002) | Населення, осіб (2010) |
| --------------- | ---------------------- | ---------------------- |
| Зюльзікан, село | 402                    | 336                    |
| Зюльзя, село    | 1801                   | 1600                   |